# Juan José Arenas

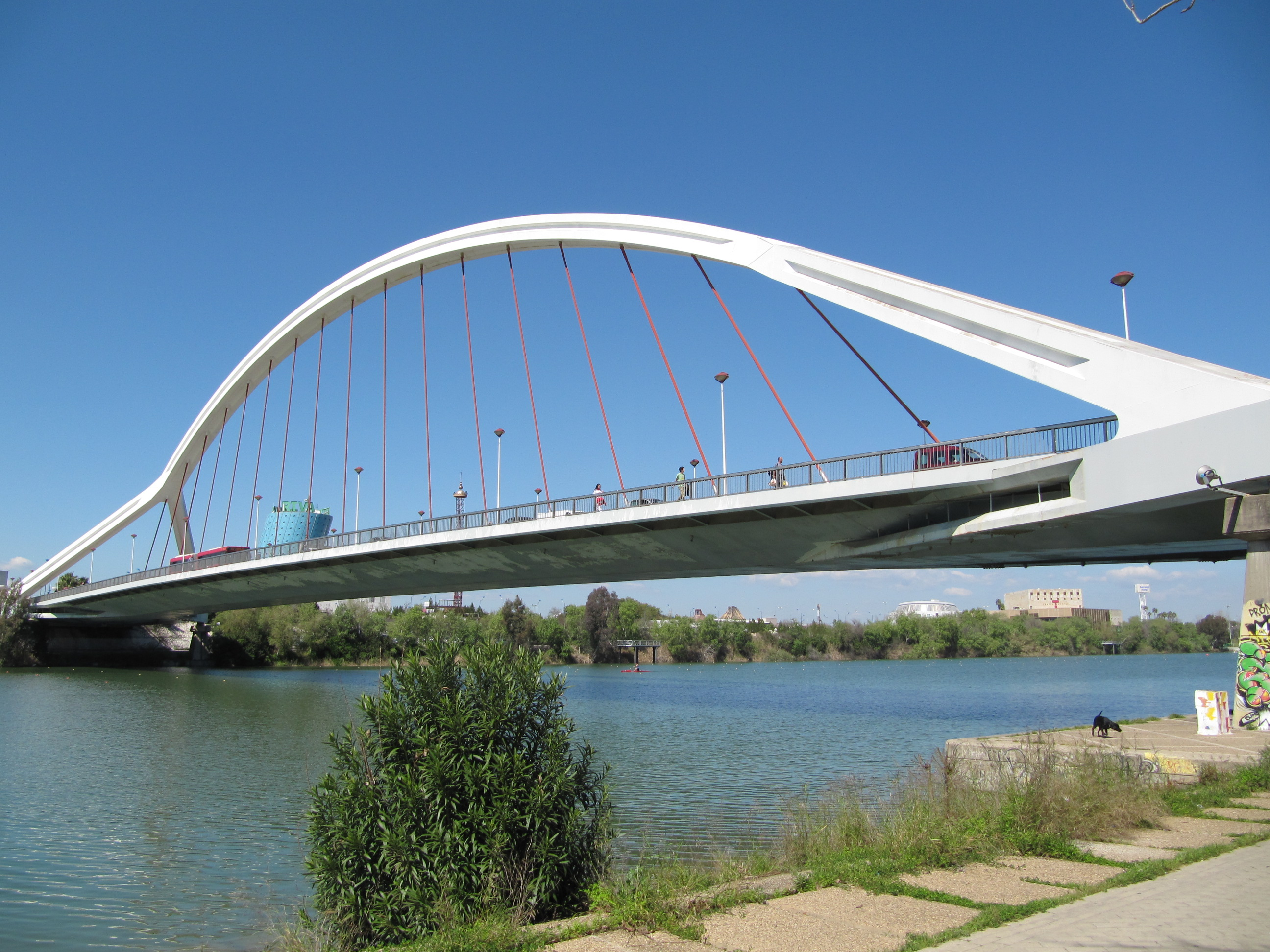
Ponte de la Barqueta para a Exposição Universal de Sevilha de 1992

Juan José Arenas de Pablo (Huesca, 3 de julho de 1940 – Santander, Cantábria, 9 de novembro de 2017) foi um engenheiro civil espanhol.

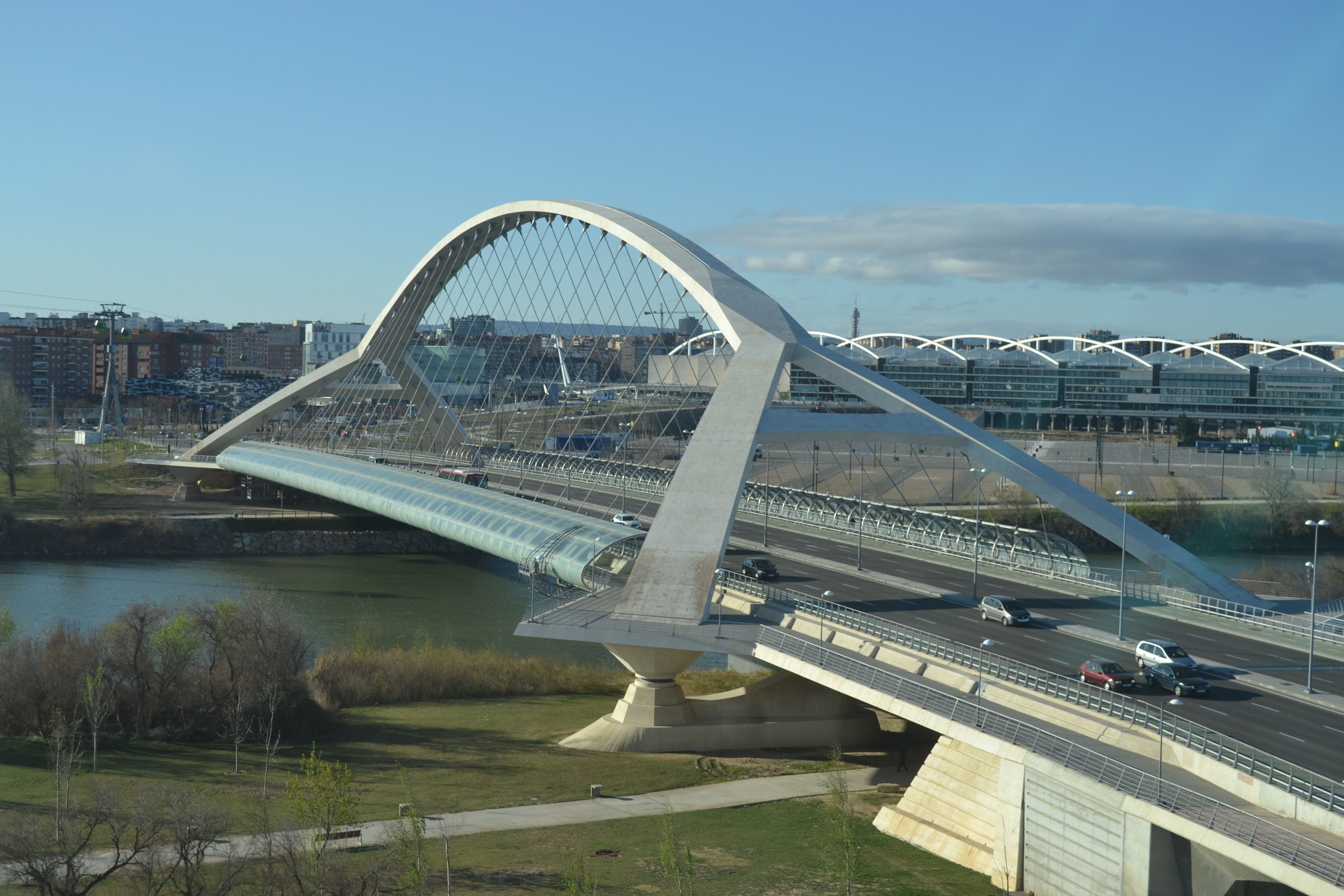
Ponte do Terceiro Milênio, Saragossa

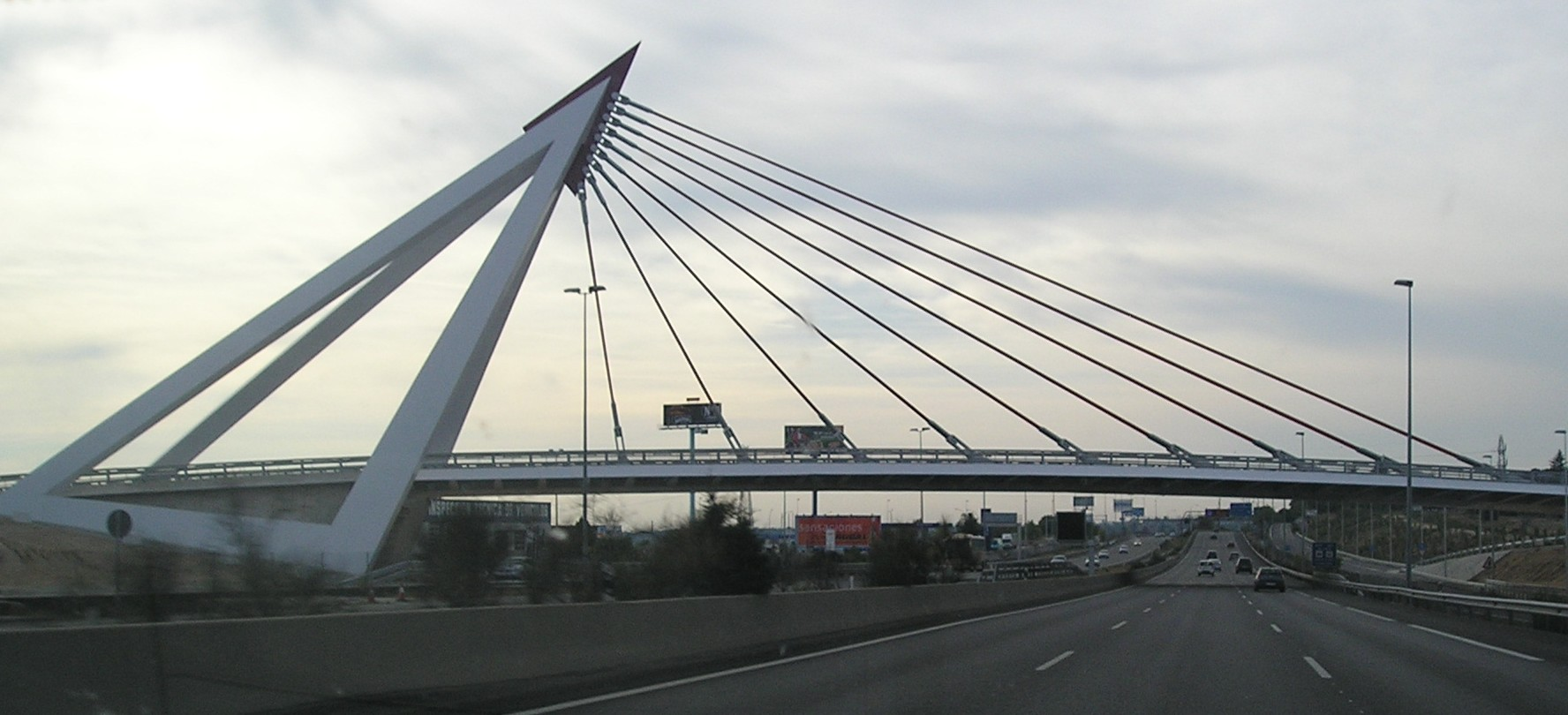
Ponte Puerta de Las Rozas, Madrid

Recebeu o Prêmio Internacional de Mérito em Engenharia Estrutural de 2017.